# Palača Ćipiko
Palača trogirske obitelji Ćipiko nalazi se nasuprot trogirskoj katedrali.
Sama palača je sklop od više zgrada, vremenom spojenih u jedinstvenu cjelinu. Najstariji zidovi datiraju iz ranog srednjeg vijeka, a najveći je dio sklopa nastao u XIII. stoljeću.
Najradikalnije promjene palača doživljava u XV. stoljeću, u doba humanista, ratnika i pisca Koriolana Ćipika, koji je za njezinu obnovu angažirao tada najistaknutije umjetnike Nikolu Firentinca, Andriju Alešija i Ivana Duknovića.

## Vanjske poveznice
|  | Zajednički poslužitelj ima još gradiva o temi Palača Ćipiko |